# 西芙·延森
西芙·延森（Siv Jensen，1969年6月1日—）是挪威的從政者，隸屬進步黨，自1997年起是挪威國會議員，自2013年起擔任該國財政大臣。她在2006年成為進步黨領袖。
西芙·延森於1992年在挪威經濟學院取得經濟學學士學位。1994年全職從政。
2009年2月，在是否容許警察佩戴希贾布作為制服的一部分以及一些穆斯林團體要求提供「只限穆斯林」教育的爭議中，西芙·延森警告挪威正面臨「靜悄悄的伊斯蘭化」。2009年3月，西芙·延森宣稱對抗激進伊斯蘭教的鬥爭是「我們時代的最重要鬥爭」。她說激進伊斯蘭教「是一種黑暗和可怕的意識形態」。